# Mansa bistriata
Mansa bistriata är en stekelart som beskrevs av Otto Schmiedeknecht 1908. Mansa bistriata ingår i släktet Mansa och familjen brokparasitsteklar. Inga underarter finns listade i Catalogue of Life.